# Aixa Portero
Aixa Portero (Aixa Victoria Portero de la Torre, nacida en Málaga el 22 de junio de 1975) es una artista visual contemporánea española y profesora de Bellas Artes de la Facultad de Bellas Artes de la Universidad de Granada. Fue la primera española en exponer en el CNAC de Bielorrusia, Centro de Arte Contemporáneo de Minsk  y destacada como una de las artistas más relevantes en Andalucía en 2019 por el editor y escritor Manuel Mateo Pérez del periódico El Mundo descrita como "una artista turbadora y fascinante. Sus obras despiertan frente a quien las contempla una suerte de confusión y desvelo, de agitación e ideología, de marea y olas amenazadoras, de extraña paz y vigilia a la vez"
En palabras del crítico de arte Bernardo Palomo "La obra de Aixa suscribe un contenido grito de vida; un bello canto de paz por el mundo, una melodiosa canción con letras –sus piezas, sus esculturas, sus instalaciones, esos bosques llenos de libros o esos pájaros que encierran una particular mitología no son más que bellos poemas artísticos– que describen la paz, el mundo, la cultura, el ser humano, la existencia".

## Formación
Con una sólida formación intelectual, comenzó su formación en Artes Plásticas en  las especialidades de pintura y escultura en la Facultad de Bellas Artes de Granada. Terminó sus estudios de licenciatura en el Sint Lukas Hoger Instituut de Bruselas, Bélgica. Realizó un Tercer Ciclo de Perfeccionamiento en Investigación Plástica en L’École Supérieure d’Art Visuel de Genève en Ginebra, Suiza.  Posteriormente hizo un Programa de Postgrado en el Piet Zwart Institute, de la Willem de Kooning Academy, Rotterdam, Holanda.
Fue artista investigadora, en el Departamento de Artes Visuales, de la Universidad de California, San Diego, EE. UU. donde desarrolló buena parte de su investigación doctoral titulada: “Trans-Apariencias Tecnológicas: Artivismo en el arte contemporáneo” (Arte contemporáneo socialmente comprometido en la red desde 1994 hasta hoy), en 2006, con mención europea por la Universidad de Granada.
Actualmente es profesora de la Facultad de Bellas Artes de la Universidad de Granada y miembro colaborador del Instituto de la Paz y los Conflictos de dicha universidad donde “mantiene viva su doble condición de docente y artista”

## Trayectoria artística
Formada en artes plásticas en la Facultad de Bellas Artes de la Universidad de Granada donde comenzó su carrera y empezó a acceder a destacados proyectos artísticos y a dar forma a una carrera que se consolidaría en sus primeros años como artista. Completó sus estudios en el Sint Lukas Hoger Institut de Bruselas (Bélgica), "al tiempo que desarrollo un interés por las nuevas tendencias en el arte y los nuevos medios, y ha centrado su obra en la Cultura de Paz". Desde entonces "sus comparecencias se han sucedido por muchos sitios; bastantes fuera de nuestras fronteras", como Bruselas, Ginebra, Róterdam, San Diego, Los Ángeles, La Habana, París, Bogotá, Minsk o Vitebsk entre otros. Con unas profundas raíces conceptuales. "Libros abiertos, ramas, hojas, plumas, semillas... Objetos cotidianos y fragmentos de la naturaleza conviven en el trabajo de Aixa Portero".
Con un bagaje expositivo amplio su carrera artística pasó a ser noticia internacional  en 2018 al ser la primera española en exponer en CNAC de Bielorrusia con el proyecto "Belarús-España: convergencias" y su exposición "Las raíces del vuelo" que fue un nexo relevante en la creación de relaciones bilaterales entre las sociedades bielorrusa y española en palabras del Excelentísimo/a Señor Pavel Latushka.
En su trayectoria artística destacan las exposiciones individuales: El bosque ilustrado en el marco de LIBRARTE (Feria del libro de artista de Castilla y León) - Monasterio de San Juan, Burgos, España (2022); Alicia a través de la raíz - Bienal Miradas de Mujeres. Museo de las mujeres, San Jose (Costa Rica); Pax Natura - CAC, Málaga, España (2021), "su vuelta al origen" en la primera exposición en su ciudad natal con más de 200 piezas; Raíz Natura - Galería La Cometa, Bogotá, Colombia (2019) donde consolidó su carrera internacional; Las raíces del vuelo, Proyecto NEFT_B / The Root, Embajada de Bielorrusia en España, Museo Nacional de Arte Contemporáneo, Minsk, Bielorrusia (2018); The Root, Museo de Arte Contemporáneo, Vitebsk (Bielorrusia) donde expuso junto al artista Ossip Zadkine, "uno de los grandes expresionistas rusos y amigo personal de Picasso"; El verso de Hipsípila, Sala Zaida, Fundación Caja Rural de Granada, España (2015) donde reflexiona sobre la Cultura de Paz y hacía "una crítica con un halo de esperanza" en referencia al asesinato a manos de ETA de su padre, el fiscal Luis Portero; Mínima Muerte, Galería Debla, Bubión, España (2013) "inspirada de la lectura pausada de la poesía de Emilio Prados"; Rebajas de la Inocencia (2004-2003)  expuesta en diversas salas de España y EE.UU (como: Sala Larrea y Palacio de Las Artes y La Música Euskalduna de Bilbao, en el Palacio Carmen De Los Mártires de Granada y en La Galería Herbert Marcuse De San Diego) donde“la importancia de reclamar los derechos humanos y recuperar la memoria de la inocencia…son los ejes en los que se asienta la exposición”. En ella realiza una clara denuncia a la violencia y el terrorismo como hija del fiscal jefe del Tribunal Superior de Justicia de Andalucía Luis Portero, asesinado por ETA en el año 2000 y Innocent Galería Herbert Marcuse, San Diego, EEUU (2003), entre otras.
Su obra pertenece a colecciones privadas de arte de España y de Latinoamérica y a instituciones públicas y privadas como el Banco Santander, Periódico ABC, Fundación Málaga, Fundación Zaballos, Unesco Málaga o la Universidad de Granada.

## Publicaciones, premios y reconocimientos
En 2022, destaca su publicación como ilustradora del libro completo, La Alhambra, de Manuel Mateo Pérez; de la colección de libros de la prestigiosa editorial Tintablanca, sello de Tiempo de Letras S.L. “Un libro de Tintablanca es una pequeña obra de arte. Aúna literatura, cultura, historia e ilustración”. Recientemente galardonado por el Ministerio de Cultura y Deporte con el "Premio a los Libros Mejor Editados del 2022”  en la categoría “Libros de Arte”, con la valoración del jurado: “Obra original que aporta una buena presentación con excelentes ilustraciones. Juego de diálogo con el lector”.
En 2024, se le ha concedido el reconocimiento Bandera de Andalucía de las Artes, de la provincia de Málaga por el 28F, por su trayectoria profesional como "artista contemporánea y polifacética, capaz de aglutinar distintas disciplinas para dialogar con su público y consigo misma",  y como referente en las creaciones acerca del concepto de Cultura de Paz.